# Шкелтовская волость
Шке́лтовская во́лость (латыш. Šķeltovas pagasts) — одна из территориальных единиц Краславского края Латвии в историко-культурной области Латгалия. Находится на северо-западе края. Граничит с Граверской, Аулейской, Комбульской и Извалтской волостями своего края, с Аглонской волостью Прейльского края и с Амбельской волостью Аугшдаугавского края. Волостной центр — село Шкелтова.

## История
В 1945 году из частей Извалтской и Аулейской волостей Даугавпилсского уезда была создана Шкелтовская волость. После отмены в 1949 году волостного деления Шкелтовский сельсовет входил в состав Краславского района.
В 1950 году Шкелтовский сельсовет был объединён с Пейпинским сельсоветом, в 1954 году — со Сташкевичским сельсоветом. В 1960 году территория колхоза «Виениба» Шкелтовского сельсовета была присоединена к Вейгульскуму сельсовету. В 1961 году территория колхоза «Циня» — к Извалтскому сельсовету. В 1968 году к Шкелтовскому сельсовету была присоединена территория колхоза имени Мичурина Граверского сельсовета. В 1990 году в границах Шкелтовского сельсовета была образована Шкелтовская волость.
В 2009 году, в результате латвийской административно-территориальной реформы, Шкелтовская волость вошла в состав Аглонского края.
В ходе административно-территориальной реформы Латвии 2021 года Аглонский край был упразднён, Шкелтовская волость вошла в состав укрупнённого Краславского края.

## География
Шкелтовская волость расположена на Латгальской возвышенности, с преимущественно равнинным и холмистым рельефом. Большая часть территории волости находится на Дагдских холмах, юго-западная часть на Фейманских холмах. Наивысшая точка — Саулес калнс (228,1 м над уровнем моря) находится на северо-западе от села Платачи.
Через волость с востока на запад протекает река Дубна. На этом участке река порожистая, шириной 10 метров. Помимо Дубны, в волости много небольших речек и ручьёв. Дубна протекает через самое большое озеро волости Аксеновас (площадь 125 га), с 7 заросшими островами общей площадью 7,1 га. Другое крупное озеро волости — Карашу (61,7 га). Леса занимают 29 % территории волости. Имеется песчаный карьер в Боровие и гравийный карьер в Сташкевичах.
На территории волости также находится природный заказник «Озеро Черток».

## Население
В 2000 году в Шкелтовской волости проживало 938 человек, из них 48,9 % мужчин, 51,1 % женщин. По национальному составу: латышей — 51,5 %, русских — 38,3 %, белорусов — 5,8 %.
По состоянию на 1 января 2022 года население волости составляло 505 человек.

## Экономика
В 1949 году на территории волости было создано 13 колхозов. В 1950 году началось их объединение, и к 1974 году осталось только два колхоза — «Молодая гвардия» и колхоз имени Мичурина. Оба колхоза были объединены в один, под названием «Молодая гвардия». В 1991 его переименовали в «Алксниену», которая в 1992 году была реорганизована в паевое общество. В 1993 году члены паевого общества «Алксниена» создали четыре кооперативных общества, которые вскоре прекратили свое существование.
По состоянию на 2000 год крупнейшими фермерскими хозяйствами волости были: «Эзермала», «Авотыни», «Яудземи». В волости имелись столярная и кузнечная мастерские, мастерская по изготовлению лодок и саней. два магазина и кафе. В Зукулях располагался гостевой дом «Baltie bērzi». В Сташкевичах строилась малая ГЭС.

### Транспорт
Граверскую волость пересекает региональная автодорога P62 Краслава — Прейли — Мадона и местные автодороги V636 Краслава — Извалта — Шкелтова — Аглона, V641 Пейпини — Прусаки — Гравери и V676 Василёво — Вишки — Гравери.

## Образование и культура
В Шкелтове находятся Шкелтовская начальная школа, Шкелтовская православная церковь Св. Николая, Дом культуры. В Шкелтовском доме культуры работают: вокальный ансамбль «Звонница», детская танцевальная группа, драматический кружок, вокально-инструментальная группа «Foršs laiks».